# Naso tonganus
Naso tonganus és una espècie de peix pertanyent a la família dels acantúrids.

## Descripció
- Pot arribar a fer 60 cm de llargària màxima.
- 5 espines i 27-30 radis tous a l'aleta dorsal i 2 espines i 26-28 radis tous a l'anal.[3][4]

## Alimentació
Menja algues i zooplàncton.

## Hàbitat
És un peix marí, associat als esculls i de clima tropical.

## Distribució geogràfica
Es troba des de l'Àfrica oriental fins a les illes Samoa, incloent-hi la Micronèsia.

## Observacions
És inofensiu per als humans.